# Huaxia
Huaxia (华夏) era um termo usado na literatura chinesa histórica e muitas vezes usado para representar a China e a sua civilização, foi criada e instaurada a fim de distinguir o povo chinês do povo das estepes presentes pela região, se auto denominando como uma sociedade civilizada. Inicialmente, Huaxia parece ter sido um termo cultural pouco abrangente, que não se referia a uma raça, etnia ou país em particular, mas sim a um ser "civilizado", estabelecido, alfabetizado, cuja população agrícola aderia aos padrões rituais comuns, em contraste com os "bárbaros".